# 舍米农
舍米农（法語：Cheminon，法語發音：[ʃəminɔ̃]）是法国马恩省的一个市镇，属于维特里勒弗朗索瓦区。

## 地理
舍米农（48°44'13"N, 4°54'11"E）面积27.6 平方千米，位于法国大東部大區马恩省，该省份为法国东北部内陆省份，北起阿登省，西北接埃纳省，西南接塞纳-马恩省，南至奥布省，东南接上马恩省，东临默兹省。
与舍米农接壤的市镇（或旧市镇、城区）包括：莫吕勒蒙图瓦、索河畔伯雷、索河畔帕尔尼、莫涅维尔、塞迈兹莱班、特鲁瓦方丹拉拜。

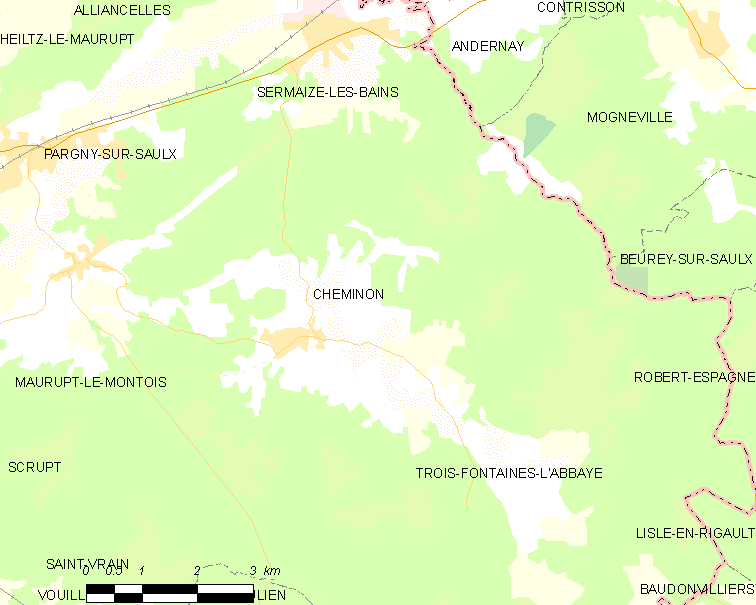
舍米农的OSM定位图

舍米农的时区为UTC+01:00、UTC+02:00（夏令时）。

## 行政
舍米农的邮政编码为51250，INSEE市镇编码为51144。

## 政治
舍米农所属的省级选区为塞迈兹莱班县。

## 人口

1962-2008年间舍米农人口变化图示

舍米农于2022年1月1日时的人口数量为595人。